# Doddington (Kent)
Doddington is een civil parish in het bestuurlijke gebied Swale, in het Engelse graafschap Kent.

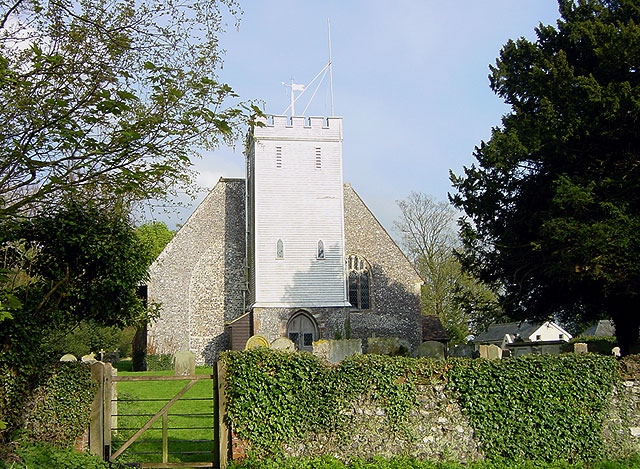
Kerk van de onthoofding van Johannes de Doper